# خزش نابارو - هرینگ

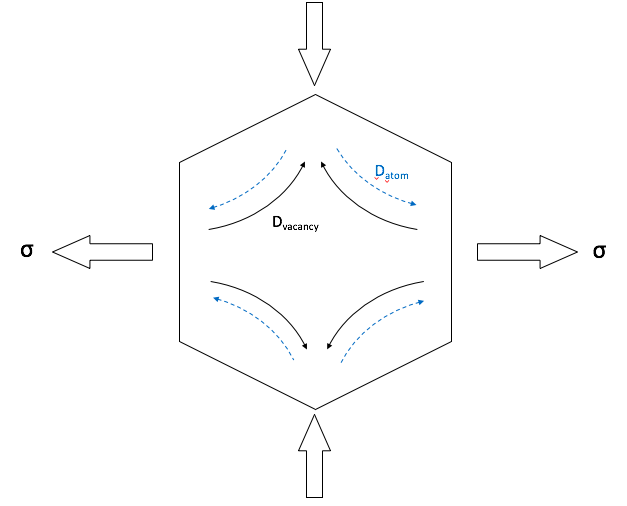
سازوکار خزش مبتنی بر نفوذ سازوکار نابارو - هیرینگ (Nabarro - Herring creep) جای خالی‌ها از داخل شبکه عبور می‌کنند.

خزش نابارو - هرینگ (به انگلیسی: Nabarro - Herring Creep) یک حالت از تغییر شکل مواد بلورین و مواد بی‌شکل است که در فشارهای پایین و در دماهای بالا در مواد دانه بندی شده رخ می‌دهد. نام این فرایند به دو دانشمند، مایکل جیمز میکلثویت هرینگ و فرانک نابارو داده شده است که در دهه ۱۹۴۰به صورت مستقل آن را پیشنهاد دادند. در خزش نابارو - هرینگ، اتم‌ها از طریق بلورها پخش می‌شوند و نرخ خزش برعکس مربع اندازه دانه‌ها تغییر می‌کند، بنابراین مواد دانه بندی شده ریز سرعت خزش بیشتری نسبت به مواد دانه بندی شده با دانه‌های خشکتر و بزرگتر دارند. خزش نابارو - هرینگ تنها توسط انتقال جرمی پخشی کنترل می‌شود. در کریپ نابارو - هرینگ نرخ تغییر شکل به نرخ انتشار اتم‌ها وابسته است که این خود نیز به دما و غلظت عیوب در شبکه بلوری وابسته است. حضور عیوب مانند جای خالی، نابجایی‌های خطی و مرزهای دانه فرایند انتشار را تسهیل و سرعت کریپ را افزایش می‌دهد. این نوع خزش ناشی از پخش جاهای خالی از مناطق با پتانسیل شیمیایی بالا در مرزهای دانه‌ها تحت تنش‌های کششی عادی به مناطق با پتانسیل شیمیایی کمتر است که در آن تنش‌های کششی میان مرزهای دانه صفر است. خود انتشاری در داخل دانه‌های یک آمد چند بلوری می‌تواند باعث اعطای تنش برای تنش برشی مورد استفاده شود، که اعطای آن توسط جریان پخشی ماده در هر دانه بلوری از مرزهایی که فشار عادی وجود دارد به آن‌هایی که کشش عادی وجود دارد انجام می‌شود. اتم‌های مهاجر در جهت مخالف، برای واکنش با خزش، مسیول تغییر شکل خزش هستند. نرخ تغییر شکل خزش در بخش بعدی مشتق شده است. وقوع خزش نابارو - هرینگ تاکنون در فلزلت پلی کریستال و سرامیک‌ها گزارش شده است با این وجود کریپ نابارو - هرینگ در سرامیک‌ها نسبت به فلزات مهم‌تر است زیرا حرکت خطوط انحراف و نابجایی در سرامیک‌ها سخت‌تر است.
خزش نابارو - هرینگ نوعی مکانیزم خزش نفوذی است که در این مکانیزم فرایند خزش توسط نفوذ اتمی به کمک اعمال تنش در درجه حرارت بالا صورت می‌گیرد. تنش اعمالی، پتانسیل شیمیایی اتم‌های روی سطوح دانه را به گونه ای تغییر می‌دهد که امکان حرکت جاهای خالی از مرز دانه ای که تنش کششی را تحمل می‌کند به مرزدانه ای که تنش فشاری را تحمل می‌کند فراهم کند. از سوی دیگر همین حرکت در جهت عکس برای اتم‌ها وجود دارد. زمانی که این تغییر فرم توسط نفوذ حجمی کنترل شود، مکانیزم خزش نفوذی نابارو - هرینگ و زمانی که نفوذ در مرزدانه‌ها کنترل‌کننده باشد، مکانیزم خزش کوبل فعال می‌شود. در خزش نابارو - هرینگ اتم‌ها از میان دانه‌ها نفوذ کرده و باعث کشیدگی آنها در جهت اعمال تنش می‌گردد. این مدل وابستگی ضعیفی با تنش اعمالی، وابستگی متوسط با اندازه دانه دارد و با افزایش اندازه دانه سرعت خزش کاهش می‌یابد. این مکانیزم در حالتی که نسبت درجه حرارت کاری به نقطه ذوب آلیاژها خیلی بالا باشد، فعال می‌گردد. در خزش نفوذی نابارو - هرینگ تغییر فرم توسط نفوذ حجمی کنترل می‌شود. در خزش نابارو - هرینگ حرکت اتم‌ها نیازمند نیروی محرکه است جال سؤال این است که این نیرو محرکه چگونه تأمین می‌شود، باید گفت که با کاهش انرژی حاصل از تشکیل جای خالی در مرزدانه‌های تحت فشار یک شیب غلظتی در ماده تشکیل می‌شود که انرژی محرکه این جابجایی خواهد بود.
خزش (به انگلیسی: Creep) به‌طور کلی به تغییر شکل آهسته و بسیار تدریجی یک ماده تحت تنش یا استرس ثابت گفته می‌شود. خزش به عوامل گوناگونی از جمله تنش، دما، زمان و اندازه، شکل دانه، تحرک نابجایی‌ها، کسر حجمی و ریزساختار ماده بستگی دارد. 

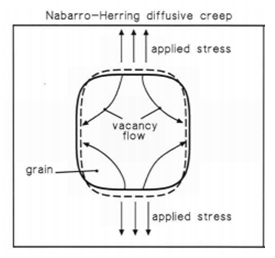
طرح شماتیک خزش نفوذی نابارو-هرینگ

## رفتارشناسی خزش نابارو - هرینگ
مطالعه بر روی خزش نابارو - هرینگ کمک کننده به شناسایی رفتار تغییر شکل مواد بلوری در دماهای بالا است، که باعث می‌شود به طراحی مواد با مقاومت بهتر در برابر خزش کمک کند. همچنین در فراهم آوردن بینش در مورد فرایند انتشار و نقش عیوب در ترویج خزش کمک می‌کند. با این وجود مکانیزم نابارو - هرینگ مکانیزم اصلی کریپ در اغلب مواد نیست و مکانیزم‌های دیگری مانند لغزش مرزدانه‌ها یا تغییر سطح لغزش نابجایی‌ها وجود دارد. در مورد این مکانیزم خزش می‌توان ذکر کرد که اساس کارش بر اساس انتشار اتم‌ها در شبکه بلوریست که ویژگی مواد بلوری است. در مواد آمورف ترتیب طولی در ارتیب اتمی وجود ندارد و فراینت انتشار از طریق یک مکانیزم متفاوت اتفاق می‌افتد؛ بنابراین خزش نابارو - هرینگ در مواد آمورف قابل اعمال نیست، در عوض مواد آمورف ممکن است نوع دیگری از مکانیزم کریپ را نشان دهند مانند جریان لجنی یا انتشار تحت تنش.
برای انجام فرایند انتشار و به‌طور کلی خزش نابارو - هرینگ به دمای بالایی نیاز است که در برخی مواد و موارد قابل اجرا شدن نیست. مکانیزم خزش نابارو - هرینگ دمای بالا را به دلیل شامل فرایند انتشار اتم‌ها در شبکه بلوری نیاز دارد. در دماهای بالاف انرژی حرارتی اتم‌ها کافی است تا مانع فعال سازی باریرانی در دماهای پایین‌تر را بر طرف کند. به عبارت دیگر اتم‌ها می‌توانند با حرکت در شبکه منجر به تغغیر شکل و خزش در ماده شوند. دمای لازم برای خزش نابارو - هرینگ به ویژگی‌های خاص هر ماده وابسته است، اما به‌طور کلی بیشتر از دمای اتاق بوده و ممکن است از چند صد تا چند هزار سلسیوس متغیر باشد.

## جلوگیری از وقوع خزش نابارو - هرینگ
به‌طور کل این مکانیزم باعث تغییر شکل ناخواسته و شکست مواد در طول زمان و به تدریج می‌شود. با این حال در طراحی و انتخاب مواد برای کاربردهای با دمای بالا مانند موتورهای گازی یا راکتورهای هسته ای و قطعات هوا و فضایی فهمیدن اینکه این نوع کریپ چگونه رخ می‌دهد و چگونه می‌توان آن را کنترل کرد مفید خواهد بود. برای کاهش یا جلوگیری از این مکانیزم می‌توان به موارد زیر اشاره نمود:
تغییر ترکیب ماده:تغییر ترکیب ماده می‌تواند بر روی نرخ انتشار تأثیر بگذارد و کریپ نابارو _ هرینگ را کاهش دهد. به عنوان مثال، اضافه نمودن عناصری که پرسیپیت‌های پایدار تشکیل می‌دهند، می‌تواند نرخ خزش را کاهش دهد.
استفاده از تنش خارجی در ماده می‌تواند تغییر شکل را تغییر داده و نرخ خزش را کاهش دهد. همچنین اضافه کردن محلول‌های جامد که در حرکت اتم‌ها اختلال ایجاد کرده و باعث می‌شود انتشار به خوبی رخ ندهد هم کمک کننده خواهد بود.
کاهش اندازه دانه:خزش نابارو - هرینگ در مواد با اندازه دانه بزرگتر بیشتر رخ می‌دهد و کاهش اندازه دانه فاصله انتشار را کاهش خواهد داد و نرخ خزش را کمی متوقف خواهد ساخت.

## تفاوت‌ها و شباهت‌هایخزش کوبلبا خزش نابارو - هلینگ
خزش کوبل به‌طور نزدیکی با کریپ نابارو _ هرینگ مرتبط است و همچنین تحت کنترل انتشار ماده است. برخلاف خزش نابارو هرینگ، انتقال جرم از طریق انتشار در سطح بلورهای تکی یا مرزهای دانه در چند بلوری اتفاق می‌افتد. خزش کوبل و نابارو - هرینگ مکانیزم‌های نزدیک به هم هستند. آنها هر دو فرایندهای انتشار هستند، در هر دو مکانیزم نرخ کرنش با تنش اعمال شده متناسب است و وابستگی دمایی به شکل تابعی از اکسپونشیال وجود دارد. این دو مکانیزم که توسط گرادیان غلظت خالص از جای خالی هدایت می‌شوند، در دمای بالا محیط کم‌تنش رخ می‌دهد و مشتقات آنها مشابه است. تفاوت اساسی در آنجا است که برای خزش کوبل، حمل ونقل جرم در امتداد مرز دانه‌ها اتفاق می‌افتد، در حالی که برای خزش نابارو - هرینگ انتشار از طریق بلور رخ می‌دهد، به همین علت خزش نابارو - هرینگ وابستگی به ضخامت دانه ندارد و وابستگی ضعیف تری نسبت به اندازه دانه دارد و حساسیت خاصی در مقابل آن انجام نمی‌دهد. در ابتدا اشاره شد که در خزش نابارو - هرینگ نرخ کرنش با معکوس مربع قطر دانه متناسب است و برخلاف خزش کوبل که وابسته به معکوس مکعب قطر دانه است. وقتی که می‌خواهیم نرخ خالص خزش نفوذی را در نظر بگیریم به علت آن که این دو در یک فرایند موازی کار می‌کنند، مجموع هر دو نرخ نفوذی مهم است. در مقایسهٔ انرژی فعال سازی، انرژی فعال سازی این دو مکانیزم متفاوت است و با استفاده از این ویژگی می‌توان با توجه به شرایط در تشخیص اینکه کدام مکانیزم غالب است از آن استفاده کرد. یک مورد استفاده ار این نکته می‌توان به این اشاره نمود که انرژی فعال سازی برای صعود نابجایی مانند انرژی فعال سازی نابارو - هرینگ است پس با مقایسه وابستگی دما به تنش‌های بالا و پایین، می‌توان تعیین کرد که آیا خزش کوبل غالب است یا خزش نابارو - هرینگ. دانشمندان و پژوهشگران معمولاً با استفاده از این قبیل مثال‌ها برای تعیین اینکه کدام مکانیزم در یک ماده غالب است که اغلب به شکل تغییر دادن اندازه دانه و اندازه‌گیری تأثیر آن روی نرخ کرنش، استفاده می‌کنند.